# 美國國會程序
美國國會程序是指美國國會的立法程序。美國聯邦政府的立法分支是參議院和眾議院。所有立法都須經參、眾兩院通過，並由總統簽字才可生效。美國國會每年的立法提案數以千計，但真正立法只數百項。相關规则和程序（通常很复杂）指导着它如何将立法转化为法律。

## 程序
國會每年的立法提案數以千計，但真正立法只數百項。一項法案從起草到最後由總統簽字成為法律需要經過以下程序：
1) 起草法案。法案可以是由一位參議員或眾議員起草提出，也可以是基於某個行業代表機構或者個體公民提出的要求──他們甚至可以協助起草法案。但是，只有參議員或眾議員能夠正式提出立法議案。提案起草完畢後，起草人會在議員同事中尋找共同提案人，以增加提案的份量。
2) 立法草案在參議院或眾議院提出後被編號，提案名稱及提案人的名字被公佈在《國會議事錄》上。

## 法案和決議
立法提案可分為：
- 法案
- 聯合決議案
- 共同决议案（英语：Concurrent resolution）
- 简单决议案

## 法案如何成為法律
議員可以通過多種方式對法案投票，包括電子表決器。